# Furcula (djur)
Furcula är ett släkte av fjärilar som beskrevs av Jean-Baptiste Lamarck 1816. Furcula ingår i familjen tandspinnare.

## Dottertaxa tillFurcula, i alfabetisk ordning[1][2]
- Furcula aeruginosa
- Furcula albicoma
- Furcula alpina
- Furcula angustefasciata
- Furcula aquilonaris
- Furcula arcuata
- Furcula aurata
- Furcula beida
- Furcula betulae
- Furcula bicuspis, Snövit gaffelsvans
- Furcula bifida, Gråvit gaffelsvans
- Furcula biloba
- Furcula borealis
- Furcula cinerea
- Furcula cinereofasciata
- Furcula cinereoides
- Furcula clarior
- Furcula costimacula
- Furcula deorum
- Furcula divisa
- Furcula ejecta
- Furcula flavosignata
- Furcula furcula, Grå gaffelsvans
- Furcula fuscomarginata
- Furcula gigans
- Furcula gorbunovi
- Furcula hermelina
- Furcula hoeferi
- Furcula impuncta
- Furcula infumata
- Furcula insignis
- Furcula integra
- Furcula intercalaris
- Furcula interrupta
- Furcula interspersa
- Furcula intervalla
- Furcula japonica
- Furcula kansura
- Furcula kurilensis
- Furcula lanigera
- Furcula laticincta
- Furcula latifascia
- Furcula leucotreta
- Furcula ludovicae
- Furcula ludovicior
- Furcula lypera
- Furcula malaisei
- Furcula meridionalis
- Furcula mimonovi
- Furcula modesta
- Furcula mongolica
- Furcula mucronata
- Furcula nicetia
- Furcula nigricollis
- Furcula nigrofasciata
- Furcula nivea
- Furcula niveata
- Furcula nonareolata
- Furcula obliterata
- Furcula obscurefasciata
- Furcula obsoleta
- Furcula optileta
- Furcula palaestinensis
- Furcula pallescens
- Furcula paradoxa
- Furcula persica
- Furcula petri
- Furcula placida
- Furcula pluto
- Furcula pluvialis
- Furcula poecila
- Furcula postmarginata
- Furcula pulvigera
- Furcula reducta
- Furcula renigera
- Furcula salicis
- Furcula saltensis
- Furcula sangaica
- Furcula scolopendrina
- Furcula septentrionalis
- Furcula sibirica
- Furcula simplex
- Furcula styx
- Furcula suffusa
- Furcula sureyae
- Furcula syra
- Furcula terminata
- Furcula tibetana
- Furcula transiens
- Furcula transsylvanica
- Furcula turbida
- Furcula urocera
- Furcula urupura
- Furcula wileyi

## Bildgalleri

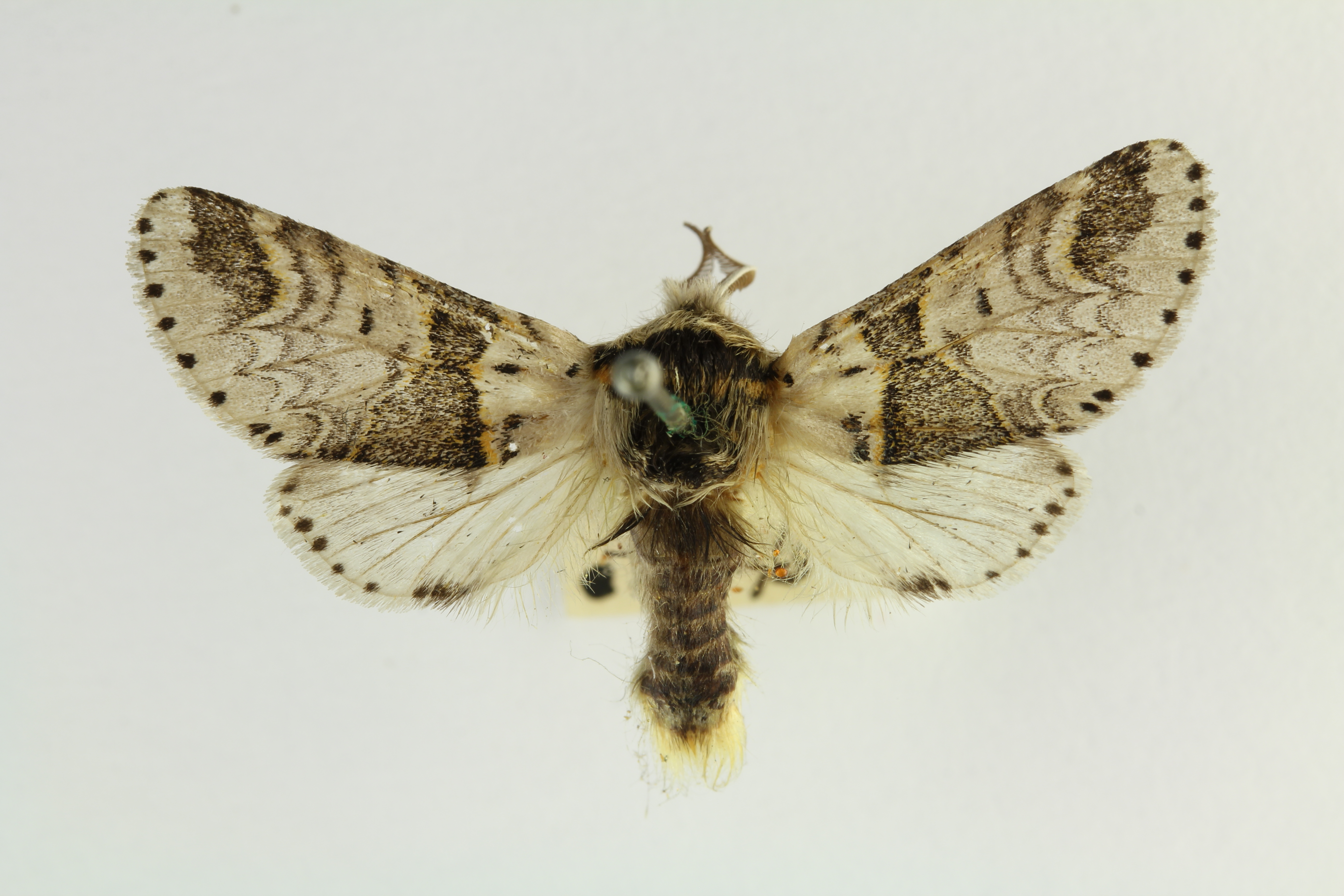
Furcula furcula
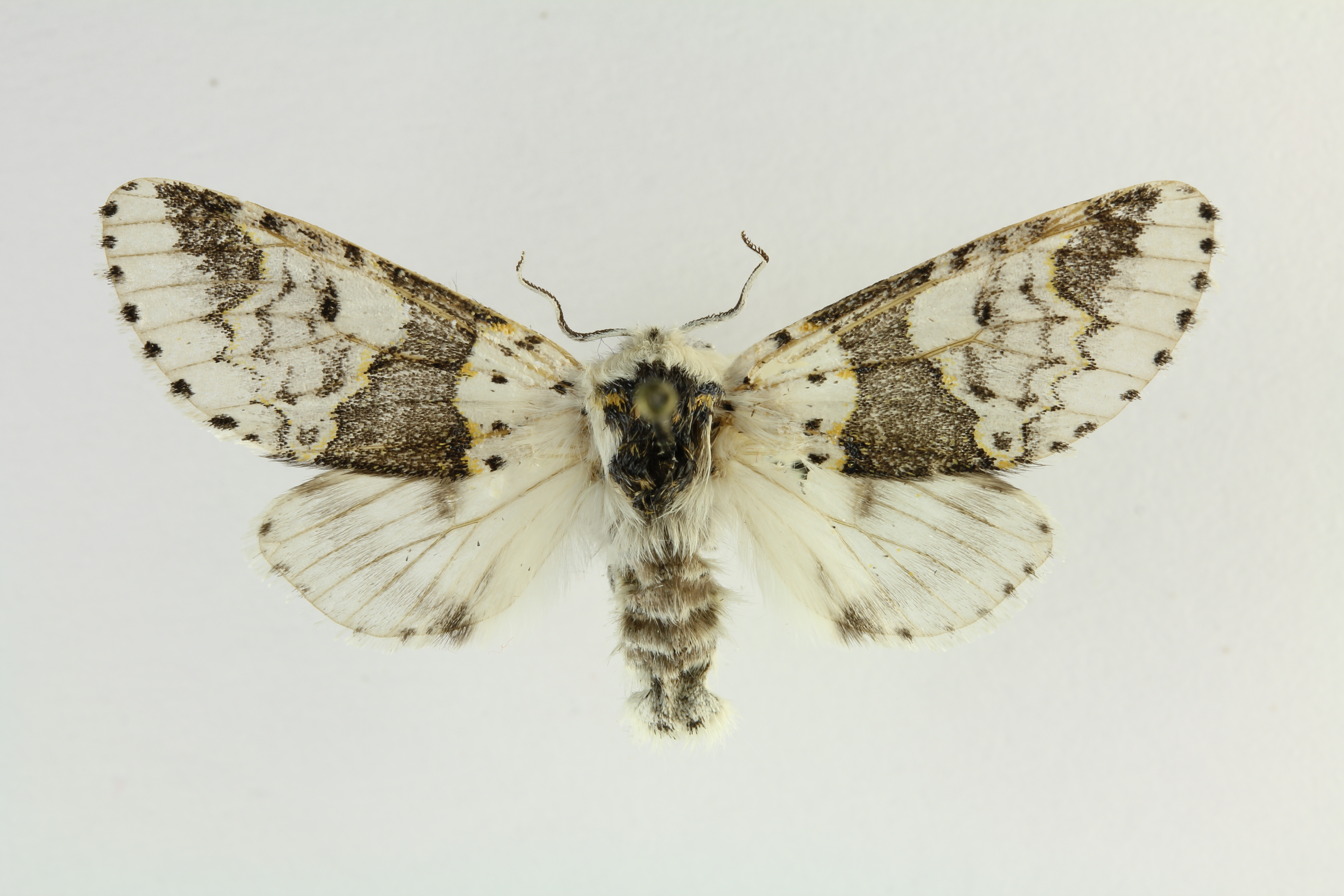
Furcula bicuspis
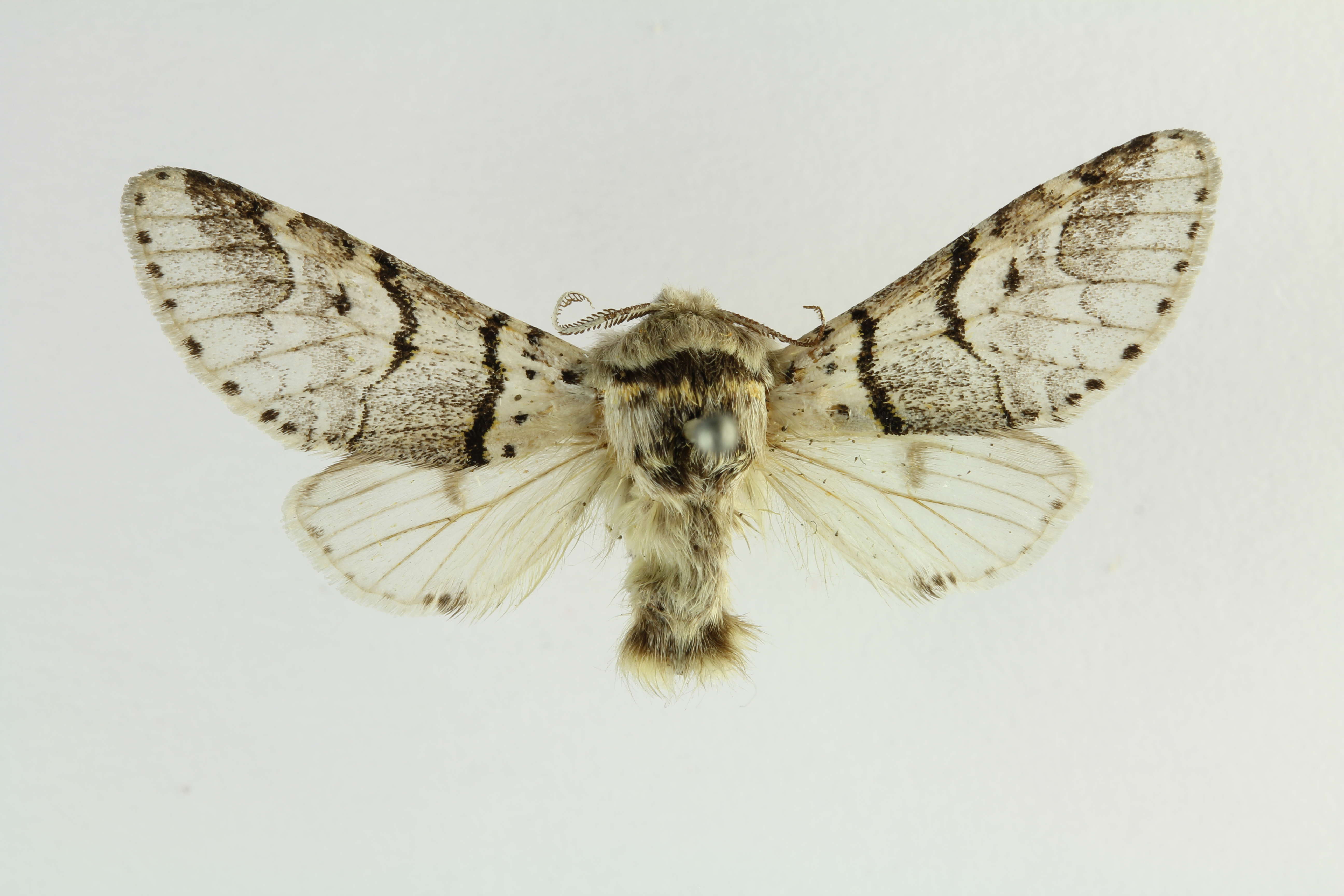
Furcula bifida